# Сифат
Сифат (араб. صفة‎ —  свойства, качества, характеристики‎) — исламский термин, используемый для обозначения «божественных атрибутов».

## История
Термин впервые был введён мутазилитами. На первых этапах развития калама эквивалентом сифата выступал термин маани («значения», «смыслы», «идеи»). Некоторые мутакаллимы (Абу Шахим аль-Джуббаи, аль-Бакиллани, аль-Джувайни и Фахруддин ар-Рази) вместо термина сифат использовали термин ахваль («состояния», модусы), ввиду чего их называли «сторонниками концепции состояний» (асхаб аль-ахваль).
Признание наличия у Аллаха положительных атрибутов получило наименование исбат («утверждение»), а его сторонники назывались сифатитами; отрицание же этого именовалось татилем («лишение» Аллаха атрибутов), а его сторонники — муаттиля. К муаттиля относили фаласифа (Ибн Сину и его последователей), которые приписывали Аллаху только соотносительные атрибуты (сифат аль-идафа), такие, как «первопричина», и атрибуты негативные (сифат ас-сальб), такие, как «извечный». Как татиль («лишение») квалифицировалась также точка зрения мутазилитов, которые не признавались в реальности сифатов в качестве характеристик («знание», «могущество» и т. п.).

## Классификация сифатов
Согласно наиболее распространенной классификации, сифаты делились на сущностные атрибуты (сифат аз-затзатийа, например «самодостаточный») и атрибуты действия (сифат аль-филь, например «питающий»). Встречается также деление атрибутов на сущностные (затия, нафсия), описательные (васфия, манавия, хабария, например «знание», «жизнь»,) и атрибуты действия (филия).
Суфии выделяли сифаты красоты (сифат аль-джамаль, например «знающий»), атрибуты величия (сифат аль-джалаль, например «великий», «могущественный») и атрибуты совершенства (сифат аль-камаль, например «творец», «самодостаточный»). Помимо этого суфии говорили о божественных именах (аль-асма аль-иляхия), приложимых к самому Аллаху, его атрибутам и действиям и соответственно делившихся у них на сущностные (затия, например Аллах), атрибутивные (сифатия, например «знающий») и обозначающие действия (афалия, например «творец»).
Ашариты считали сифаты и не тождественными самому Аллаху, его сущности (зат), и не отличными от него. Асхаб аль-ахваль характеризовали модусы Аллаха как нечто и несущее, и не несущее. В спекулятивном суфизме (Ибн Араби и др.) имена Аллаха рассматривались как аспекты божества, различающиеся не сами по себе, а в зависимости от нашей установки (би-ль-итибар). Суфии и матуридиты говорили об извечности сифатов всех разрядов, а ашариты признавали извечность лишь сущностных атрибутов.

### Матуридизм
В матуридизме все сифаты подразделяются на личностные (сифат аз-затия) и доказательные (сифат ас-субутия). Личностные атрибуты сводятся к тому, что Аллах, как Творец, Царь и Управитель всего сущего обладает следующими абсолютными качествами, не присущими для других форм бытия:
1. Вуджуд — необходимость существования Аллаха[3];
2. Кидам — предвечность (безначальность)[3];
3. Бакаа — вечность (бесконечность)[4];
4. Вахдания — единственность (бесподобие)[5];
5. Мухалифат аль-Хавадис — неподражаемость (сущность и свойства Аллаха не похожи на сущности и свойства Его творений)[6];
6. Киямун би Нафсихи — постоянство (существование Аллаха не зависит от Его творений)[7];

Доказательные же атрибуты сводятся к следующим положениям:
1. Хаят — жизнь[8];
2. Ильм — изначальны и беспредельные знания[9];
3. Сам — слух[10];
4. Басар — беспредельное зрение[10];
5. Ирада — безграничная воля[11];
6. Кудра — неограниченная мощь[12];
7. Калам — слово (способность Аллаха говорить)[13];
8. Таквин — способность создавать из ничего[14].

Атрибут Таквин делится ещё на 4 положения:
а) Ихья — способность оживлять;
б) Имата — способность умерщвлять;
в) Тахлик — способность создавать;
г) Тарзик — способность предоставлять различные блага (ризк) Своим созданиям.
Положения матуридизма были приняты в качестве доктринальных основ веры последователями ханафитского мазхаба.